# Джамаль Рашид
Джамаль Рашид Абдулрахман Юсуф (араб. جمال رشيد عبد الرحمن يوسف, нар. 7 листопада 1988, Мухаррак) — бахрейнський футболіст, нападник клубу «Аль-Мухаррак» та національної збірної Бахрейну.

## Клубна кар'єра
Джамаль почав свою професійну кар'єру в 2005 році в клубі «Аль-Аглі» з Манами і забив 7 голів за 4 сезони в клубі. Рашид допоміг своїй команді досягти фіналу кубка Бахрейну в 2005, 2006, 2007 і 2008 роках, а також стати чемпіом Бахрейну у сезоні 2009/10 років.
Після 5 років в Бахрейні, він відправився в Оман і підписав чотирирічний контракт з командою «Дофар», у складі якої виграв кубок країни у 2012 році, після чого грав за інший місцевий клуб «Аль-Нахда», з яким став чемпіоном Оману.
У 2014 знову повернувся в Бахрейн і підписав контракт на 4 роки з клубом «Аль-Мухаррак» з його рідного міста.

## Виступи за збірну
2007 року дебютував в офіційних матчах у складі національної збірної Бахрейну.
У складі збірної був учасником Кубка Азії 2019 року в ОАЕ, на якому забив переможний гол з пенальті на першій доданій арбітром хвилині в матчі проти збірної Індії. Результат 1:0 на користь Бахрейну дозволив цій команді вийти з групи з другого місця, а індійці вилетіли з турніру.
| Дата       | Місто          | Господарі | Результат | Гості   | Турнір                     | Голи | Примітки |
| ---------- | -------------- | --------- | --------- | ------- | -------------------------- | ---- | -------- |
| 14-01-2019 | Шарджа (місто) | Індія     | 0 – 1     | Бахрейн | Кубок Азії 2019 - 1-й етап | 1    |          |
| Усього     |                | Матчів    | 1         |         | Голів                      | 1    |          |

## Досягнення
- Чемпіон Бахрейну: 2009/10
- Чемпіон Оману: 2013/14
- Володар Кубка Оману: 2012